# Jeff Landry
Jeffrey Martin "Jeff" Landry, född 23 december 1970 i St. Martinville i Louisiana, är en amerikansk republikansk politiker. Han är attorney general i delstaten Louisiana sedan 2016. Han var ledamot av USA:s representanthus 2011–2013.
Landry utexaminerades 1999 från Southwestern Louisiana University och avlade 2004 juristexamen vid Loyola University New Orleans School of Law. Han har arbetat som advokat, affärsman och polis. I mellanårsvalet i USA 2010 besegrade Landry demokraten Ravi Sangisetty. År 2016 efterträdde Landry Buddy Caldwell som Louisianas attorney general.